# Punta Guerrabut
Punta Guerrabut ist eine Landspitze an der Ostküste von Coronation Island im Archipel der Südlichen Orkneyinseln. Sie liegt unmittelbar südlich der Landspitze Punta Escobar am Ufer des Spence Harbour.
Argentinische Wissenschaftler benannten sie. Der weitere Benennungshintergrund ist nicht überliefert.